# St Nicholas-at-Wade
St Nicholas-at-Wade, ook St. Nicholas at Wade, is een civil parish in het bestuurlijke gebied Thanet, in het Engelse graafschap Kent met 853 inwoners.